# Raisa Kurvyakova
Raïsa Kurvyakova (Gorno-Ulbinka, Aqmola, 15 de setembro de 1945) é uma ex-basquetebolista cazaque que integrou a Seleção Soviética Feminina que conquistou a Medalhas de Ouro disputada no XXI Jogos Olímpicos de Verão realizados em 1976 na Cidade de Montreal, Canadá.